# Savasana

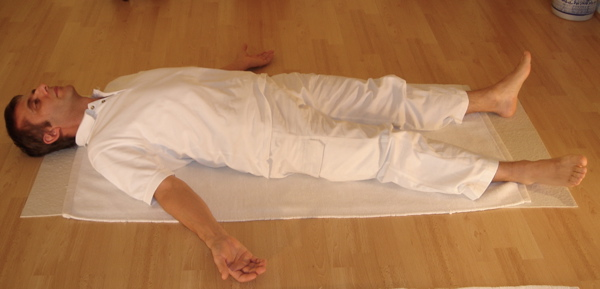
Doodhouding, Rugligging of Yoga-nidrahouding
Savasana of Mrtasana

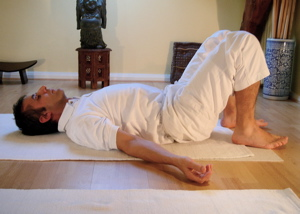
Doodhouding, met gebogen knieën

Savasana (Sanskriet: शवआसन), ook wel Sarvasana of Mrtasana, vertaald doodhouding, is een veelvoorkomende houding of asana.
| sanskriet | vertaling                   |
| mrta      | dood                        |
| sarva     | alle                        |
| sava      | duizendvoudig               |
| asana     | houding (letterlijk: 'zit') |

## Beschrijving
Savasana is een eenvoudige houding in volledige ontspanning, liggend op de rug. Het wordt vaak gebruikt als begin- en eindhouding voor een yogasessie. Het is een oefening die bedoeld is om het lichaam, gedachten en de geest te ontspannen.